# Kermisbed

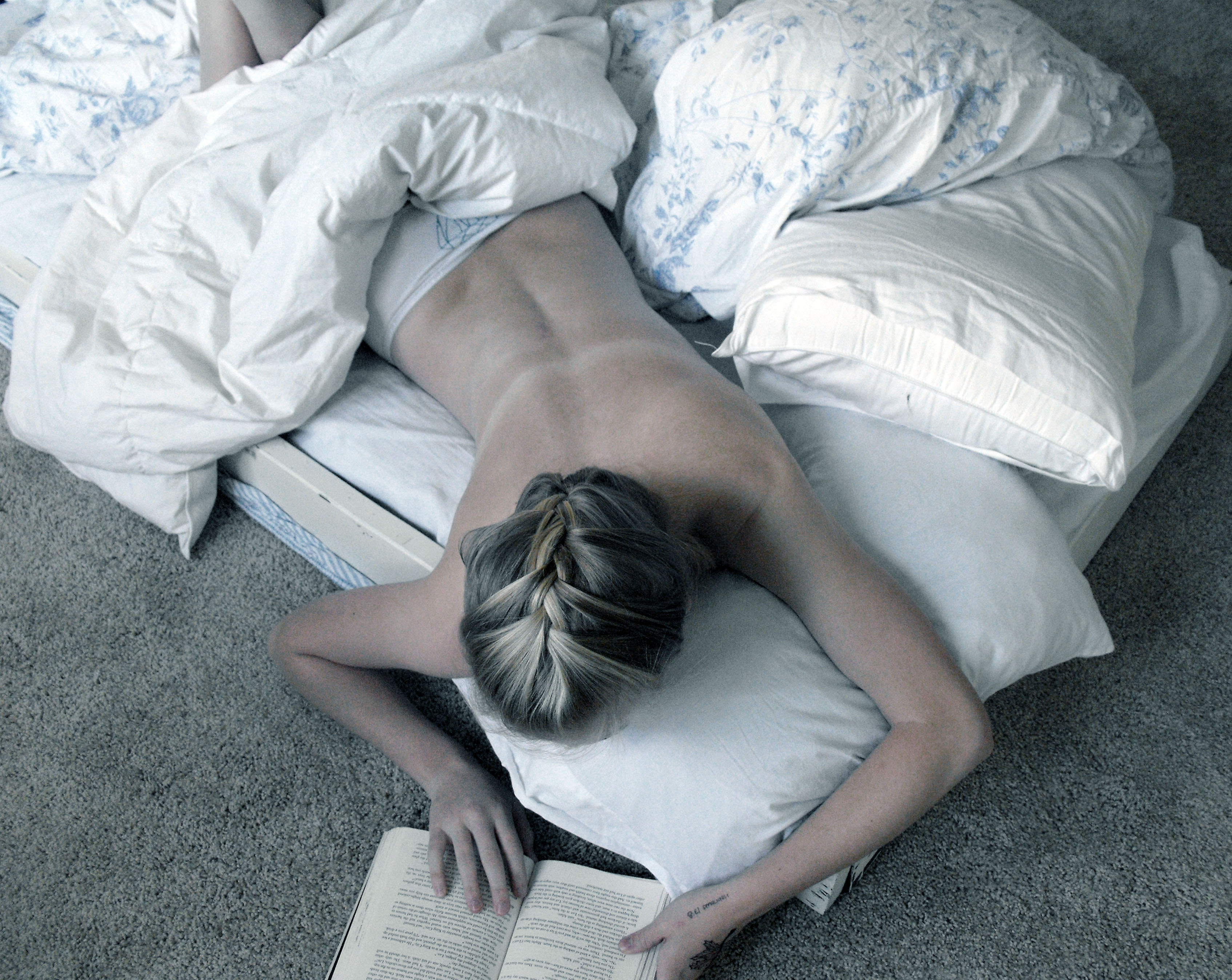

Een kermisbed is een geïmproviseerd bed. Dat wil zeggen dat het meestal bestaat uit een op de grond liggend matras dat als bed is opgemaakt.
Een kermisbed wordt wel gebruikt bij een logeerpartij.
De naam zou een verwijzing zijn naar de manier waarop verondersteld wordt dat kermisklanten in hun woonwagen vanwege ruimtegebrek slapen. Om de vele gasten (familieleden die van ver kwamen) bij hun bezoek aan de jaarlijkse kermis te kunnen herbergen werden bedden geïmproviseerd door matrassen, maar ook gestapelde dekens op de vloer te leggen.